# Élections, piège à cons

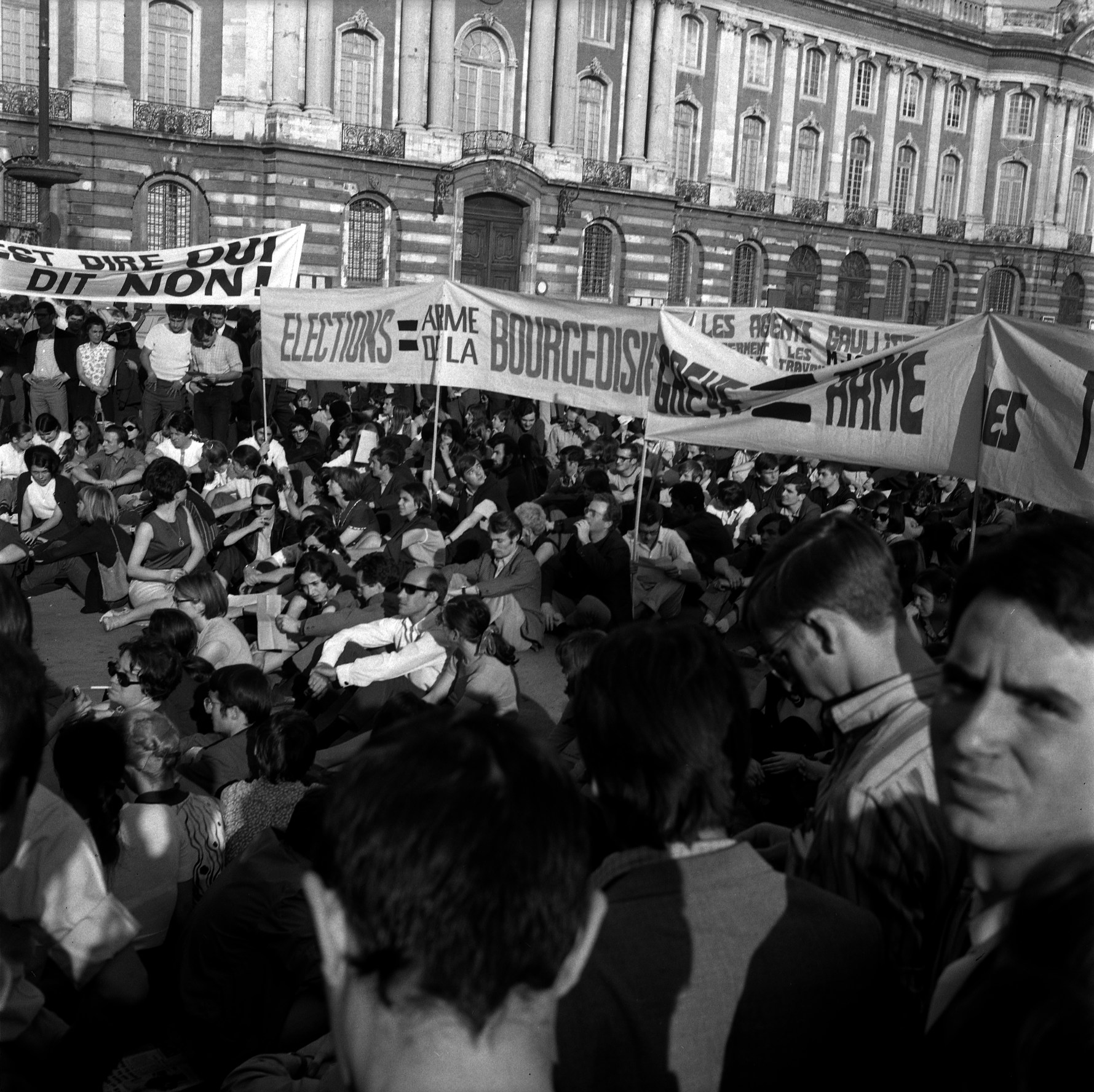
Manifestation d'étudiants le 12 juin 1968, à Toulouse, contre l'organisation des élections du 30 juin 1968

Élections, piège à cons est une formule ou une expression politique, généralement présentée comme un slogan, utilisé et popularisé durant les événements de Mai-Juin 68. Jean-Paul Sartre, a publié sur le sujet, un texte politique en 1973, paru dans la revue Les Temps Modernes.

## Origine
Selon le journaliste français Gavin's Clemente-Ruiz, auteur d'un livre sur les expressions populaires, publié en 2015, cette expression verrait son origine dans la période de contestation liée aux événements de mai-juin 1968 en France. 
Le 30 mai, le général de Gaulle, alors président de la République française, veut reprendre la main après plusieurs semaines de contestations et d'affrontements. Celui-ci fait alors une allocution où il déclare notamment dissoudre l'Assemblée nationale, afin d'organiser de nouvelles élections qui auront pour but de renforcer la majorité politique favorable au gouvernement de Georges Pompidou, alors au pouvoir. De nombreux mouvements d'extrême gauche interprètent alors cet appel au suffrage populaire comme un « vol de la liberté » et une « négation de la démocratie ». Parallèlement à ce slogan, le commentaire « élections = trahison » était également utilisé par des contestataires, dénommés par la presse et certains spécialistes de la période, sous le surnom d'« Enragés ».
Lors de ces élections, la majorité présidentielle remporte très largement ces élections et recueille 46 % des suffrages lui donnant 144 élus dès le 1er tour et la majorité de 354 sièges, dont 293 pour la seule UDR, la parti gaulliste. C'est la première fois dans l'histoire de la République qu'un parti conquiert la majorité absolue à l'Assemblée nationale.
L'écrivain, historien et homme politique français Max Gallo, dans un de ses ouvrages, confirme également cette expression en tant que slogan des manifestants de juin 1968 en réaction à la décision du général de Gaulle d'organiser des élections législatives.

## Texte de Jean-Paul Sartre

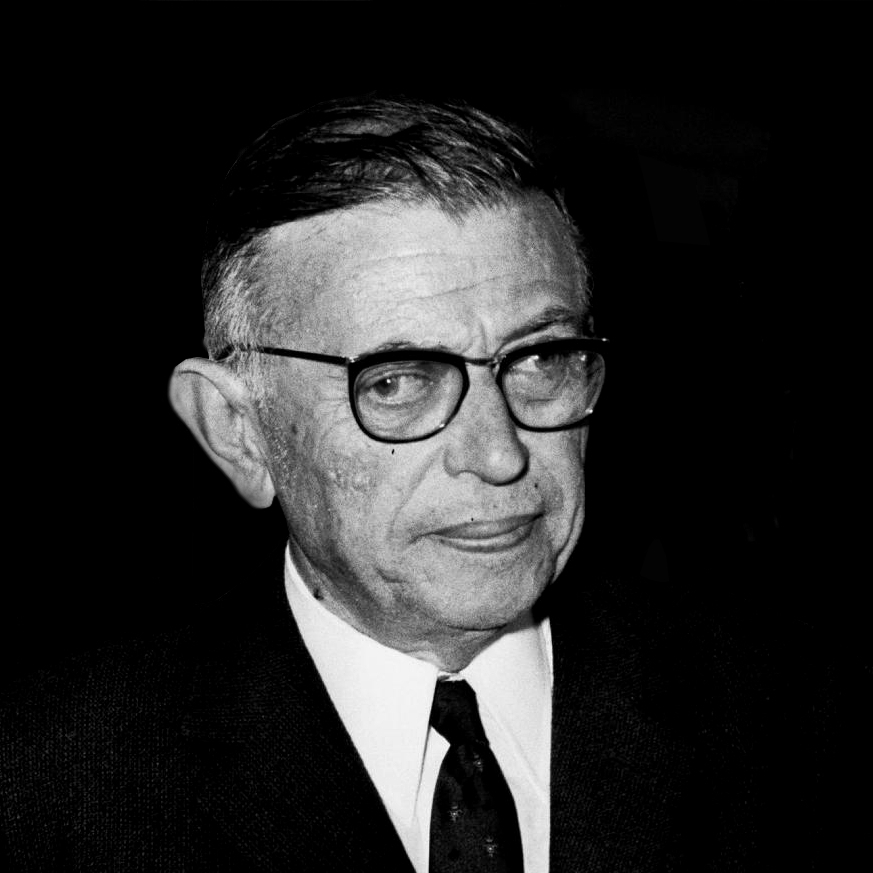
Jean-Paul Sartre

En 1973, le philosophe français, Jean-Paul Sartre, écrit dans la revue Les Temps modernes, un texte dénommé « Élections, piège à cons » dans lequel il pose son principal argument : 
« L'isoloir planté dans une salle d'école ou de mairie est le symbole de toutes les trahisons que l'individu peut commettre envers les groupes dont il fait partie. »
 Pour cet écrivain, ce n'est pas le principe démocratique qui doit être remis en cause, mais son système de fonctionnement factuel. Il considère que le choix démocratique ne peut s'exprimer qu'au travers d'une expression directe, sans intermédiaire, le pouvoir politique devant être remis à des représentants que dans un cadre très limité. Le système de fonctionnement des scrutins en France et en Europe occidentale est donc extrêmement éloigné de ce point de vue.

## Postérité

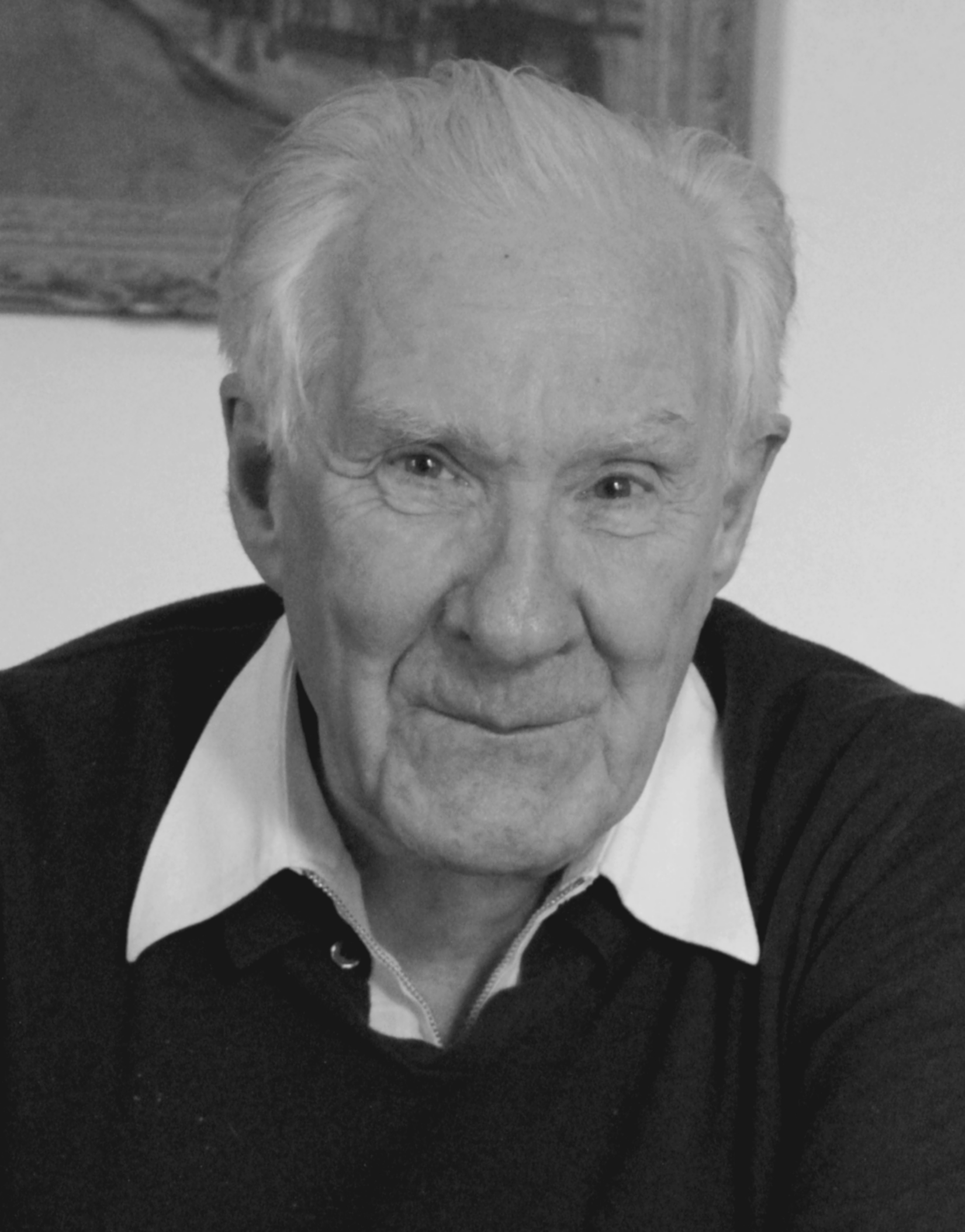
Alain Badiou

Dans un de ses sketchs, l'humoriste Coluche déclarait « Si voter changeait quelque chose il y a longtemps que ça serait interdit », une citation quelque peu différente mais qui marque bien la défiance que peuvent avoir certaines personnes à l'égard  de la politique institutionnelle en général et des élections en particulier.
À l'occasion d'une tribune publiée dans le quotidien Le Monde en avril 2017, le philosophe Alain Badiou déclare que « voter, ce n'est jamais que renforcer une des orientations conservatrices du système existant », reprenant ainsi l'idée même du slogan lorsqu'il fut utilisé en juin 1968.
C'est dans les courants anarchistes que le rejet des élections est le plus fort. Les anarchistes refusent le principe de représentation politique qui est perçu comme une confiscation de la parole de l'individu.